# Wereldkampioenschap ijshockey mannen 2011
Het 75e IIHF Wereldkampioenschap ijshockey voor mannenteams in de Top division (A-landen) vond plaats van 29 april tot en met 15 mei 2011 in Bratislava en Košice in Slowakije. Slowakije was voor het eerst gastland voor dit jaarlijkse ijshockeytoernooi, voor Košice gold dit als gaststad. Bratislava was voor de derdemaal gaststad, in 1959 en 1992 was het samen met Praag gaststad namens gastland Tsjecho-Slowakije.
In Bratislava werd in de Ondrej Nepela Aréna (in 2011 ook onder de sponsornaam Orange Aréna bekend) en in Košice in de Steel Aréna gespeeld.
Finland werd op 15 mei wereldkampioen door met 6-1 van Zweden te winnen.
IIHF Wereldkampioenschappen 2011
| Mannen       | Mannen      | Mannen             | Mannen    | Vrouwen      | Vrouwen     | Vrouwen            | Vrouwen   |
| Divisie      | Land        | Plaats(en)         | Tijdvak   | Divisie      | Land        | Plaats(en)         | Tijdvak   |
| Top division | Slowakije   | Bratislava, Košice | 29/5-15/5 | Top division | Zwitserland | Winterthur, Zürich | 16/4-25/4 |
| Division 1A  | Hongarije   | Boedapest          | 17/4-23/4 | Division 1   | Duitsland   | Ravensburg         | 11/4-17/4 |
| Division 1B  | Oekraïne    | Kiev               | 17/4-23/4 | Division 2   | Frankrijk   | Caen               | 04/4-10/4 |
| Division 2A  | Australië   | Melbourne          | 04/4-10/4 | Division 3   | Australië   | Newcastle          | 01/2-06/2 |
| Division 2B  | Kroatië     | Zagreb             | 10/4-16/4 | Division 4   | IJsland     | Reykjavik          | 27/3-01/4 |
| Division 3   | Zuid-Afrika | Kaapstad           | 11/4-17/4 | Division 5   | Bulgarije   | Sofia              | 14/3-19/3 |

Bij de mannen werden er ook nog WK’s voor de categorieën U20 en U18 en bij de vrouwen in de categorie U18 georganiseerd.

## A-landen

### Voorronde

#### Groep A
De wedstrijden zijn gespeeld in Bratislava.
| Datum    | Land      | Land      | Uitslag    | Periode       |
| -------- | --------- | --------- | ---------- | ------------- |
| 29 april | Duitsland | Rusland   | 2 – 0      | (0–0,1–0,1–0) |
| 29 april | Slowakije | Slovenië  | 3 – 1      | (0–0,1–1,2–0) |
| 1 mei    | Rusland   | Slovenië  | 6 – 4      | (1–0,1–1,4–3) |
| 1 mei    | Slowakije | Duitsland | 3 – 4      | (0–0,0–3,3–1) |
| 3 mei    | Slovenië  | Duitsland | 2 – 3 (np) | (1–0,1–1,0–1) |
| 3 mei    | Rusland   | Slowakije | 4 – 3      | (2–1,1–2,1–0) |

| Groep A |           |             |             |             |             |             |            |            |            |        |
| #       | Land      | Wedstrijden | Wedstrijden | Wedstrijden | Wedstrijden | Wedstrijden | Doelpunten | Doelpunten | Doelpunten | Punten |
| #       | Land      | G           | W           | OTW         | OTV         | V           | V          | T          | Saldo      | Punten |
| 1       | Duitsland | 3           | 2           | 1           | 0           | 0           | 9          | 5          | +4         | 8      |
| 2       | Rusland   | 3           | 2           | 0           | 0           | 1           | 10         | 9          | +1         | 6      |
| 3       | Slowakije | 3           | 1           | 0           | 0           | 2           | 9          | 9          | 0          | 3      |
| 4       | Slovenië  | 3           | 0           | 0           | 1           | 2           | 7          | 12         | -5         | 1      |

#### Groep B
De wedstrijden zijn gespeeld in Košice.
| Datum    | Land        | Land        | Uitslag    | Periode       |
| -------- | ----------- | ----------- | ---------- | ------------- |
| 29 april | Zwitserland | Frankrijk   | 1 – 0 (nv) | (0–0,0–0,0–0) |
| 29 april | Wit-Rusland | Canada      | 1 – 4      | (1–1,0–1,0–2) |
| 1 mei    | Canada      | Frankrijk   | 9 – 1      | (3–0,2–1,4–0) |
| 1 mei    | Zwitserland | Wit-Rusland | 4 – 1      | (1–0,3–1,0–0) |
| 3 mei    | Canada      | Zwitserland | 4 – 3 (nv) | (0–1,2–0,1–2) |
| 3 mei    | Frankrijk   | Wit-Rusland | 2 – 1 (nv) | (1–0,0–0,0–1) |

| Groep B |             |             |             |             |             |             |            |            |            |        |
| #       | Land        | Wedstrijden | Wedstrijden | Wedstrijden | Wedstrijden | Wedstrijden | Doelpunten | Doelpunten | Doelpunten | Punten |
| #       | Land        | G           | W           | OTW         | OTV         | V           | V          | T          | Saldo      | Punten |
| 1       | Canada      | 3           | 2           | 1           | 0           | 0           | 17         | 5          | +12        | 8      |
| 2       | Zwitserland | 3           | 1           | 1           | 1           | 0           | 8          | 5          | +3         | 6      |
| 3       | Frankrijk   | 3           | 0           | 1           | 1           | 1           | 3          | 11         | -8         | 3      |
| 4       | Wit-Rusland | 3           | 0           | 0           | 1           | 2           | 3          | 10         | -7         | 1      |

#### Groep C
De wedstrijden zijn gespeeld in Košice.
| Datum    | Land             | Land             | Uitslag    | Periode       |
| -------- | ---------------- | ---------------- | ---------- | ------------- |
| 30 april | Verenigde Staten | Oostenrijk       | 5 – 1      | (2–0,1–1,2–0) |
| 30 april | Noorwegen        | Zweden           | 5 – 4 (np) | (1–3,2–0,1–1) |
| 2 mei    | Verenigde Staten | Noorwegen        | 4 – 2      | (0–2,0–0,4–0) |
| 2 mei    | Zweden           | Oostenrijk       | 3 – 0      | (1–0,1–0,1–0) |
| 4 mei    | Oostenrijk       | Noorwegen        | 0 – 5      | (0–3,0–1,0–1) |
| 4 mei    | Zweden           | Verenigde Staten | 6 – 2      | (1–1,3–0,2–1) |

| Groep C |                  |             |             |             |             |             |            |            |            |        |
| #       | Land             | Wedstrijden | Wedstrijden | Wedstrijden | Wedstrijden | Wedstrijden | Doelpunten | Doelpunten | Doelpunten | Punten |
| #       | Land             | G           | W           | OTW         | OTV         | V           | V          | T          | Saldo      | Punten |
| 1       | Zweden           | 3           | 2           | 0           | 1           | 0           | 13         | 7          | +6         | 7      |
| 2       | Verenigde Staten | 3           | 2           | 0           | 0           | 1           | 11         | 9          | +2         | 6      |
| 3       | Noorwegen        | 3           | 1           | 1           | 0           | 1           | 12         | 8          | +4         | 5      |
| 4       | Oostenrijk       | 3           | 0           | 0           | 0           | 3           | 1          | 13         | -12        | 0      |

#### Groep D
De wedstrijden zijn gespeeld in Bratislava.
| Datum    | Land       | Land       | Uitslag    | Periode       |
| -------- | ---------- | ---------- | ---------- | ------------- |
| 30 april | Finland    | Denemarken | 5 – 1      | (0–0,2–0,3–1) |
| 30 april | Tsjechië   | Letland    | 4 – 2      | (1–1,1–1,2–0) |
| 2 mei    | Tsjechië   | Denemarken | 6 – 0      | (1–0,4–0,1–0) |
| 2 mei    | Letland    | Finland    | 2 – 3 (np) | (0–1,1–0,1–1) |
| 4 mei    | Denemarken | Letland    | 3 – 2 (np) | (1–0,1–2,0–0) |
| 4 mei    | Finland    | Tsjechië   | 1 – 2      | (0–0,0–1,1–1) |

| Groep D |            |             |             |             |             |             |            |            |            |        |
| #       | Land       | Wedstrijden | Wedstrijden | Wedstrijden | Wedstrijden | Wedstrijden | Doelpunten | Doelpunten | Doelpunten | Punten |
| #       | Land       | G           | W           | OTW         | OTV         | V           | V          | T          | Saldo      | Punten |
| 1       | Tsjechië   | 3           | 3           | 0           | 0           | 0           | 12         | 3          | +9         | 9      |
| 2       | Finland    | 3           | 1           | 1           | 0           | 1           | 9          | 5          | +4         | 5      |
| 3       | Denemarken | 3           | 0           | 1           | 0           | 2           | 4          | 13         | -9         | 2      |
| 4       | Letland    | 3           | 0           | 0           | 2           | 1           | 6          | 10         | -4         | 2      |

### Tussenronde

#### Groep E
De wedstrijden zijn gespeeld in Bratislava.
| Datum | Land       | Land       | Uitslag    | Periode       |
| ----- | ---------- | ---------- | ---------- | ------------- |
| 5 mei | Rusland    | Denemarken | 4 – 3      | (1–2,2–0,1–1) |
| 6 mei | Duitsland  | Finland    | 4 – 5 (np) | (1–1,3–2,0–1) |
| 6 mei | Tsjechië   | Slowakije  | 3 – 2      | (1–0,0–1,2–1) |
| 7 mei | Denemarken | Duitsland  | 4 – 3 (np) | (1–1,1–1,1–1) |
| 7 mei | Finland    | Slowakije  | 2 – 1      | (0–1,0–0,2–0) |
| 8 mei | Tsjechië   | Rusland    | 3 – 2      | (2–0,0–1,1–1) |
| 9 mei | Slowakije  | Denemarken | 4 – 1      | (2–1,0–0,2–0) |
| 9 mei | Rusland    | Finland    | 2 – 3 (np) | (2–0,0–2,0–0) |
| 9 mei | Duitsland  | Tsjechië   | 2 – 5      | (1–2,0–3,1–0) |

| Groep E |            |             |             |             |             |             |            |            |            |        |
| #       | Land       | Wedstrijden | Wedstrijden | Wedstrijden | Wedstrijden | Wedstrijden | Doelpunten | Doelpunten | Doelpunten | Punten |
| #       | Land       | G           | W           | OTW         | OTV         | V           | V          | T          | Saldo      | Punten |
| 1       | Tsjechië   | 5           | 5           | 0           | 0           | 0           | 19         | 7          | +12        | 15     |
| 2       | Finland    | 5           | 2           | 2           | 0           | 1           | 16         | 10         | +6         | 10     |
| 3       | Duitsland  | 5           | 2           | 0           | 2           | 1           | 15         | 17         | -2         | 8      |
| 4       | Rusland    | 5           | 2           | 0           | 1           | 2           | 12         | 14         | -2         | 7      |
| 5       | Slowakije  | 5           | 1           | 0           | 0           | 4           | 13         | 14         | -1         | 3      |
| 6       | Denemarken | 5           | 0           | 1           | 0           | 4           | 9          | 22         | -13        | 2      |

#### Groep F
De wedstrijden zijn gespeeld in Košice.
| Datum | Land             | Land             | Uitslag    | Periode       |
| ----- | ---------------- | ---------------- | ---------- | ------------- |
| 5 mei | Zwitserland      | Noorwegen        | 2 – 3      | (0–2,1–0,1–1) |
| 6 mei | Canada           | Verenigde Staten | 4 – 3 (np) | (0–0,1–2,2–1) |
| 6 mei | Zweden           | Frankrijk        | 4 – 0      | (3–0,0–0,1–0) |
| 7 mei | Noorwegen        | Canada           | 2 – 3      | (0–1,0–1,2–1) |
| 7 mei | Verenigde Staten | Frankrijk        | 3 – 2      | (1–1,2–0,0–1) |
| 8 mei | Zweden           | Zwitserland      | 2 – 0      | (0–0,0–0,2–0) |
| 9 mei | Frankrijk        | Noorwegen        | 2 – 5      | (1–3,1–1,0–1) |
| 9 mei | Zwitserland      | Verenigde Staten | 5 – 3      | (2–1,2–1,1–1) |
| 9 mei | Canada           | Zweden           | 3 – 2      | (2–1,0–1,1–0) |

| Groep F |                  |             |             |             |             |             |            |            |            |        |
| #       | Land             | Wedstrijden | Wedstrijden | Wedstrijden | Wedstrijden | Wedstrijden | Doelpunten | Doelpunten | Doelpunten | Punten |
| #       | Land             | G           | W           | OTW         | OTV         | V           | V          | T          | Saldo      | Punten |
| 1       | Canada           | 5           | 3           | 2           | 0           | 0           | 23         | 11         | +12        | 13     |
| 2       | Zweden           | 5           | 3           | 0           | 1           | 1           | 18         | 10         | +8         | 10     |
| 3       | Noorwegen        | 5           | 2           | 1           | 0           | 2           | 17         | 15         | +2         | 8      |
| 4       | Verenigde Staten | 5           | 2           | 0           | 1           | 2           | 15         | 19         | -4         | 7      |
| 5       | Zwitserland      | 5           | 1           | 1           | 1           | 2           | 11         | 12         | -1         | 6      |
| 6       | Frankrijk        | 5           | 0           | 0           | 1           | 4           | 5          | 22         | -17        | 1      |

### Degradatieronde

#### Groep G
De wedstrijden zijn gespeeld in Bratislava en Košice.
| Datum | Land        | Land        | Uitslag | Periode       |
| ----- | ----------- | ----------- | ------- | ------------- |
| 5 mei | Slovenië    | Letland     | 5 – 2   | (0–0,3–0,2–2) |
| 5 mei | Wit-Rusland | Oostenrijk  | 7 – 2   | (3–0,2–0,2–2) |
| 7 mei | Oostenrijk  | Slovenië    | 3 – 2   | (1–0,1–2,1–0) |
| 7 mei | Wit-Rusland | Letland     | 3 – 6   | (1–3,1–1,1–2) |
| 8 mei | Slovenië    | Wit-Rusland | 1 – 7   | (0–2,1–3,0–2) |
| 8 mei | Letland     | Oostenrijk  | 4 – 1   | (2–0,1–0,1–1) |

| Groep G |             |             |             |             |             |             |            |            |            |        |
| #       | Land        | Wedstrijden | Wedstrijden | Wedstrijden | Wedstrijden | Wedstrijden | Doelpunten | Doelpunten | Doelpunten | Punten |
| #       | Land        | G           | W           | OTW         | OTV         | V           | V          | T          | Saldo      | Punten |
| 1       | Letland     | 3           | 2           | 0           | 0           | 1           | 12         | 9          | +3         | 6      |
| 2       | Wit-Rusland | 3           | 2           | 0           | 0           | 1           | 17         | 9          | +8         | 6      |
| 3       | Oostenrijk  | 3           | 1           | 0           | 0           | 2           | 6          | 13         | -7         | 3      |
| 4       | Slovenië    | 3           | 1           | 0           | 0           | 2           | 8          | 12         | -4         | 3      |

### Kwartfinales
De wedstrijden zijn gespeeld in Bratislava.
| Datum  | Land     | Land             | Uitslag | Periode       |
| ------ | -------- | ---------------- | ------- | ------------- |
| 11 mei | Tsjechië | Verenigde Staten | 4 – 0   | (1–0,1–0,2–0) |
| 11 mei | Zweden   | Duitsland        | 5 – 2   | (2–1,2–1,1–0) |
| 12 mei | Finland  | Noorwegen        | 4 – 1   | (0–0,4–1,0–0) |
| 12 mei | Canada   | Rusland          | 1 – 2   | (0–0,1–0,0–2) |

### Halve finales
De wedstrijden zijn gespeeld in Bratislava.
| Datum  | Land     | Land    | Uitslag | Periode       |
| ------ | -------- | ------- | ------- | ------------- |
| 13 mei | Tsjechië | Zweden  | 2 – 5   | (0–0,1–2,1–3) |
| 13 mei | Finland  | Rusland | 3 – 0   | (0–0,1–0,2–0) |

### Bronzen finale
De wedstrijd werd gespeeld in Bratislava.
| Datum  | Land     | Land    | Uitslag | Periode       |
| ------ | -------- | ------- | ------- | ------------- |
| 15 mei | Tsjechië | Rusland | 7 – 4   | (2–3,3–1,2–0) |

### Finale
De wedstrijd werd gespeeld in Bratislava.
| Datum  | Land   | Land    | Uitslag | Periode       |
| ------ | ------ | ------- | ------- | ------------- |
| 15 mei | Zweden | Finland | 1 – 6   | (0–0,1–1,0–5) |

### Eindrangschikking
| #      | Land             |
| ------ | ---------------- |
| Goud   | Finland          |
| Zilver | Zweden           |
| Brons  | Tsjechië         |
| 4      | Rusland          |
| 5      | Canada           |
| 6      | Noorwegen        |
| 7      | Duitsland        |
| 8      | Verenigde Staten |
| 9      | Zwitserland      |
| 10     | Slowakije        |
| 11     | Denemarken       |
| 12     | Frankrijk        |
| 13     | Letland          |
| 14     | Wit-Rusland      |
| 15     | Oostenrijk       |
| 16     | Slovenië         |